# Đorđije Pajković

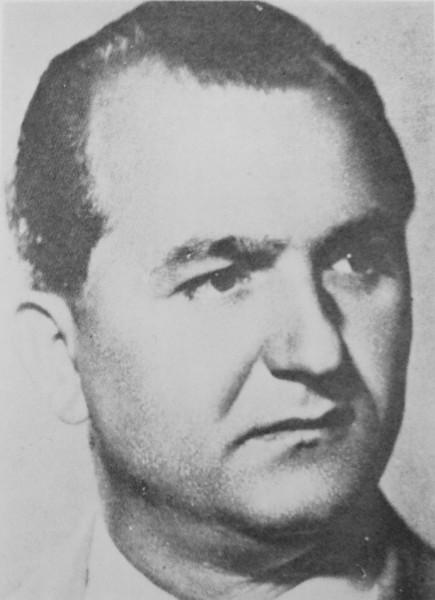
Đorđije Pajković

Đorđije "Đoko" Pajković (Lužac (Berane, Montenegro), 1917 - Belgrado, 1980) was een Joegoslavisch politicus van de partij Liga van Communisten van Kosovo (Savez Komunista Kosovo (i Metohija), SKK), de toen enige politieke partij van Kosovo.
Van  12 december 1953 tot 5 mei 1956 was hij parlementair president van de Autonome Provincie Kosovo en Metohija, de naam van Kosovo tussen 1946 tot 1974 als onderdeel van de republiek Servië in de federatie Joegoslavië.
Zijn voorganger was Ismet Saqiri en zijn opvolger Pavle Jovićević.